# كرمندار
كرمندار هي قرية في مقاطعة بيرانشهر، إيران. يقدر عدد سكانها بـ 143 نسمة بحسب إحصاء 2016.